# Derby (Kansas)
Derby ist eine Stadt im US-Bundesstaat Kansas im Sedgwick County mit 25.625 Einwohnern (Stand: Volkszählung 2020). Derby ist ein Vorort von Wichita.

## Geschichte
Viele Jahrtausende lang waren die Great Plains in Nordamerika von amerikanischen Ureinwohnern bewohnt. Vom 16. bis zum 18. Jahrhundert beanspruchte das Königreich Frankreich große Teile Nordamerikas für sich. 1762, nach dem Siebenjährigen Krieg in Nordamerika, trat Frankreich Neufrankreich im Vertrag von Fontainebleau an Spanien ab. 1802 gab Spanien den größten Teil des Landes an Frankreich zurück. Im Jahr 1803 erwarben die Vereinigten Staaten das meiste Land des heutigen Kansas von Frankreich als Teil des 828.000 Quadratmeilen großen Louisiana Purchase für 2,83 Cents pro Acre. 1854 wurde das Kansas-Territorium gegründet und 1861 wurde Kansas der 34. US-Bundesstaat. Im Jahr 1867 wurde Sedgwick County innerhalb des Staates Kansas gegründet, das das Land des heutigen Derby einschloss.
1870 errichteten die Siedler John Haufbauer und J. H. Minich die ersten Häuser, Schmieden und Läden auf dem Gelände, das später Derby werden sollte. 1871 wurde die Gemeinde nach El Paso, Illinois, benannt, angelegt und aufgeteilt. Im Jahr 1880 änderte die Atchison, Topeka and Santa Fe Railway den Namen ihres Bahnhofs in Derby, nach dem Bahnbeamten C. F. Derby, um Verwechslungen mit El Paso, Texas, zu vermeiden.
Im Jahr 1903 wurde die Stadt unter dem Namen El Paso eingemeindet, aber die Stadt blieb bis nach dem Zweiten Weltkrieg weitgehend eine ländliche Gemeinde. Die Luftfahrtindustrie hatte in den 1920er Jahren ihr Wachstum in Wichita begonnen, und als die Anforderungen des Krieges mehr Flugzeuge erforderten, florierten Unternehmen wie Boeing, Cessna und Beechcraft. Boeing befand sich ein paar Meilen nördlich der Stadt, was den Arbeitern einen nahen Wohnort bot. Während des Kalten Krieges behielt Boeing militärische Verträge bei und hielt Arbeitsplätze in der Nähe. 1952 übernahm die Air Force den Wichita Municipal Airport und gründete die McConnell Air Force Base zwischen Wichita und Derby. 
Im Jahr 1956 wurde der Name der Stadt offiziell in Derby geändert.

## Demografie
Nach einer Schätzung des United States Census Bureau von 2019 leben in Derby 24.943 Menschen. Die Bevölkerung teilte sich im selben Jahr auf in 89,2 % Weiße, 2,0 % Afroamerikaner, 0,7 % amerikanische Ureinwohner, 1,6 % Asiaten, 0,2 Ozeanier und 4,4 % mit zwei oder mehr Ethnizitäten. Hispanics oder Latinos aller Ethnien machten 6,5 % der Bevölkerung aus. Das mittlere Haushaltseinkommen lag bei 73.322 US-Dollar und die Armutsquote bei 5,1 %.
| Jahr | Einwohner¹ |
| ---- | ---------- |
| 1950 | 432        |
| 1960 | 6.458      |
| 1970 | 7.947      |
| 1980 | 9.786      |
| 1990 | 14.699     |
| 2000 | 17.807     |
| 2010 | 22.158     |
| 2020 | 25.625     |

¹ 1950 – 2020: Volkszählungsergebnisse